# FK SK Bosonohy
FK SK Bosonohy (celým názvem: Fotbalový klub Sportovní klub Bosonohy) je český fotbalový klub, který sídlí v brněnských Bosonohách v Jihomoravském kraji. Založen byl roku 1929. Klubovými barvami jsou černá, bílá a modrá. Od sezony 2012/13 hraje Přebor Jihomoravského kraje (5. nejvyšší soutěž).
Nejslavnějším odchovancem klubu je Karel Kroupa st. („Zbrojovák století“ 1913 – 2013, Fotbalista roku 1977, bývalý reprezentant, mistr ligy se Zbrojovkou Brno, držitel několika klubových rekordů, dvojnásobný nejlepší prvoligový střelec a člen Klubu ligových kanonýrů). Výraznými fotbalovými osobnostmi z Bosonoh jsou též Jiří Hamřík (na podzim 1977 se podílel na titulu Zbrojovky Brno) a bratři Pavel a Patrik Holomkovi.

## Historické názvy
Zdroj: 
- 1929 – SK Bosonohy (Sportovní Bosonohy)
- 1949 – JTO Sokol Bosonohy (Jednotná tělovýchovná organisace Sokol Bosonohy)
- 1953 – DSO Sokol Bosonohy (Dobrovolná sportovní organisace Sokol Bosonohy)
- 1954 – TJ Sokol Bosonohy (Tělovýchovná jednota Sokol Bosonohy)
- 2002 – FK SK Bosonohy (Fotbalový klub Sportovní klub Bosonohy)

## Úspěchy bosonožské kopané
Největším úspěchem klubu je působení v I. A třídě (tehdy 3. nejvyšší soutěž) koncem 30. a 40. let 20. století. V novodobé historii je největším úspěchem vítězství v I. A třídě Jihomoravského kraje – sk. A v sezoně 2011/12 a postup do nejvyšší krajské soutěže.

## Umístění v jednotlivých sezonách
Stručný přehled
Zdroj: 
- 1934–1943: I. A třída BZMŽF
- 1943–1948: I. B třída BZMŽF – II. okrsek
- 1958–1960: I. B třída
- 1965–1966: I. B třída Jihomoravské oblasti – sk. E
- 1991–1998: Brněnský městský přebor
- 1998–1999: I. B třída Jihomoravské župy – sk. B
- 1999–2001: I. A třída Jihomoravské župy – sk. A
- 2001–2002: I. B třída Jihomoravské župy – sk. A
- 2002–2003: I. B třída Jihomoravského kraje – sk. B
- 2003–2004: I. B třída Jihomoravského kraje – sk. A
- 2004–2010: I. A třída Jihomoravského kraje – sk. A
- 2010–2011: I. B třída Jihomoravského kraje – sk. A
- 2011–2012: I. A třída Jihomoravského kraje – sk. A
- 2012–2025: Přebor Jihomoravského kraje
- 2025–: I. A třída Jihomoravského kraje – sk. A

Jednotlivé ročníky
Zdroj: 
Legenda: Z – zápasy, V – výhry, R – remízy, P – porážky, VG – vstřelené góly, OG – obdržené góly, +/− – rozdíl skóre, B – body, červené podbarvení – sestup, zelené podbarvení – postup, fialové podbarvení – reorganizace, změna skupiny či soutěže
| Československo (1934 – 1939)             |                                                             |                                                             |                                                             |                                                             |                                                             |                                                             |                                                             |                                                             |                                                             |                                                             |                                                             |
| Sezóny                                   | Liga                                                        | Úroveň                                                      | Z                                                           | V                                                           | R                                                           | P                                                           | VG                                                          | OG                                                          | +/−                                                         | B                                                           | Pozice                                                      |
| 1934/35                                  | I. A třída BZMŽF                                            | 3                                                           | 18                                                          | 2                                                           | 3                                                           | 13                                                          | 22                                                          | 52                                                          | −30                                                         | 7                                                           | 10.                                                         |
| 1935/36                                  | I. A třída BZMŽF                                            | 3                                                           | 20                                                          | ...                                                         | ...                                                         | ...                                                         | ...                                                         | ...                                                         | ...                                                         |                                                             |                                                             |
| 1936/37                                  | I. A třída BZMŽF                                            | 3                                                           | 22                                                          | ...                                                         | ...                                                         | ...                                                         | ...                                                         | ...                                                         | ...                                                         |                                                             |                                                             |
| 1937/38                                  | I. A třída BZMŽF                                            | 3                                                           | 26                                                          | ...                                                         | ...                                                         | ...                                                         | ...                                                         | ...                                                         | ...                                                         |                                                             |                                                             |
| 1938/39                                  | I. A třída BZMŽF                                            | 3                                                           | 26                                                          | ...                                                         | ...                                                         | ...                                                         | ...                                                         | ...                                                         | ...                                                         |                                                             |                                                             |
| Protektorát Čechy a Morava (1939 – 1945) |                                                             |                                                             |                                                             |                                                             |                                                             |                                                             |                                                             |                                                             |                                                             |                                                             |                                                             |
| Sezóna                                   | Liga                                                        | Úroveň                                                      | Z                                                           | V                                                           | R                                                           | P                                                           | VG                                                          | OG                                                          | +/−                                                         | B                                                           | Pozice                                                      |
| 1939/40                                  | I. A třída BZMŽF                                            | 3                                                           | 30                                                          | 17                                                          | 3                                                           | 10                                                          | 86                                                          | 59                                                          | +27                                                         | 37                                                          | 4.                                                          |
| 1940/41                                  | I. A třída BZMŽF                                            | 3                                                           | 30                                                          | ...                                                         | ...                                                         | ...                                                         | ...                                                         | ...                                                         | ...                                                         |                                                             |                                                             |
| 1941/42                                  | I. A třída BZMŽF                                            | 3                                                           | 23                                                          | 12                                                          | 2                                                           | 9                                                           | 65                                                          | 68                                                          | −3                                                          | 26                                                          | 5.                                                          |
| 1942/43                                  | I. A třída BZMŽF                                            | 3                                                           | 26                                                          | ...                                                         | ...                                                         | ...                                                         | ...                                                         | ...                                                         | ...                                                         |                                                             |                                                             |
| 1943/44                                  | I. B třída BZMŽF – II. okrsek                               | 4                                                           | 26                                                          | ...                                                         | ...                                                         | ...                                                         | ...                                                         | ...                                                         | ...                                                         |                                                             |                                                             |
| 1944/45                                  | Končila druhá světová válka, pravidelné soutěže se nehrály. | Končila druhá světová válka, pravidelné soutěže se nehrály. | Končila druhá světová válka, pravidelné soutěže se nehrály. | Končila druhá světová válka, pravidelné soutěže se nehrály. | Končila druhá světová válka, pravidelné soutěže se nehrály. | Končila druhá světová válka, pravidelné soutěže se nehrály. | Končila druhá světová válka, pravidelné soutěže se nehrály. | Končila druhá světová válka, pravidelné soutěže se nehrály. | Končila druhá světová válka, pravidelné soutěže se nehrály. | Končila druhá světová válka, pravidelné soutěže se nehrály. | Končila druhá světová válka, pravidelné soutěže se nehrály. |
| Československo (1945 – 1993)             |                                                             |                                                             |                                                             |                                                             |                                                             |                                                             |                                                             |                                                             |                                                             |                                                             |                                                             |
| Sezóny                                   | Liga                                                        | Úroveň                                                      | Z                                                           | V                                                           | R                                                           | P                                                           | VG                                                          | OG                                                          | +/−                                                         | B                                                           | Pozice                                                      |
| 1945/46                                  | I. B třída BZMŽF – II. okrsek                               | 4                                                           | 24                                                          | 10                                                          | 1                                                           | 13                                                          | 55                                                          | 100                                                         | −45                                                         | 21                                                          | 8.                                                          |
| 1946/47                                  | I. B třída BZMŽF – II. okrsek                               | 4                                                           | 22                                                          | 10                                                          | 4                                                           | 8                                                           | 67                                                          | 60                                                          | +7                                                          | 24                                                          | 4.                                                          |
| 1947/48                                  | I. B třída BZMŽF – II. okrsek                               | 4                                                           | 22                                                          | ...                                                         | ...                                                         | ...                                                         | ...                                                         | ...                                                         | ...                                                         |                                                             |                                                             |
| ...                                      |                                                             |                                                             |                                                             |                                                             |                                                             |                                                             |                                                             |                                                             |                                                             |                                                             |                                                             |
| 1958/59                                  | I. B třída Brněnského kraje                                 | 5                                                           | 22                                                          | ...                                                         | ...                                                         | ...                                                         | ...                                                         | ...                                                         | ...                                                         | 28                                                          | 2.                                                          |
| 1959/60                                  | I. B třída Brněnského kraje                                 | 5                                                           | 22                                                          | ...                                                         | ...                                                         | ...                                                         | ...                                                         | ...                                                         | ...                                                         | 24                                                          | 4.                                                          |
| ...                                      |                                                             |                                                             |                                                             |                                                             |                                                             |                                                             |                                                             |                                                             |                                                             |                                                             |                                                             |
| 1965/66                                  | I. B třída Jihomoravské oblasti – sk. E                     | 6                                                           | 22                                                          | ...                                                         | ...                                                         | ...                                                         | ...                                                         | ...                                                         | ...                                                         | ...                                                         | 12.                                                         |
| ...                                      |                                                             |                                                             |                                                             |                                                             |                                                             |                                                             |                                                             |                                                             |                                                             |                                                             |                                                             |
| 1991/92                                  | Brněnský městský přebor                                     | 8                                                           | 26                                                          | ...                                                         | ...                                                         | ...                                                         | ...                                                         | ...                                                         | ...                                                         |                                                             | 5.                                                          |
| 1992/93                                  | Brněnský městský přebor                                     | 8                                                           | 26                                                          | 15                                                          | 5                                                           | 6                                                           | 60                                                          | 38                                                          | +22                                                         | 35                                                          | 2.                                                          |
| Česko (1993 – )                          |                                                             |                                                             |                                                             |                                                             |                                                             |                                                             |                                                             |                                                             |                                                             |                                                             |                                                             |
| Sezóna                                   | Liga                                                        | Úroveň                                                      | Z                                                           | V                                                           | R                                                           | P                                                           | VG                                                          | OG                                                          | +/−                                                         | B                                                           | Pozice                                                      |
| 1993/94                                  | Brněnský městský přebor                                     | 8                                                           | 26                                                          | 14                                                          | 7                                                           | 5                                                           | 68                                                          | 45                                                          | +23                                                         | 35                                                          | 2.                                                          |
| 1994/95                                  | Brněnský městský přebor                                     | 8                                                           | 26                                                          | ...                                                         | ...                                                         | ...                                                         | ...                                                         | ...                                                         | ...                                                         |                                                             |                                                             |
| 1995/96                                  | Brněnský městský přebor                                     | 8                                                           | 26                                                          | 14                                                          | 5                                                           | 7                                                           | 65                                                          | 34                                                          | +31                                                         | 47                                                          | 4.                                                          |
| 1996/97                                  | Brněnský městský přebor                                     | 8                                                           | 30                                                          | ...                                                         | ...                                                         | ...                                                         | ...                                                         | ...                                                         | ...                                                         |                                                             | 4.                                                          |
| 1997/98                                  | Brněnský městský přebor                                     | 8                                                           | 30                                                          | ...                                                         | ...                                                         | ...                                                         | ...                                                         | ...                                                         | ...                                                         |                                                             | 1.                                                          |
| 1998/99                                  | I. B třída Jihomoravské župy – sk. B                        | 7                                                           | 26                                                          | 18                                                          | 6                                                           | 2                                                           | 61                                                          | 24                                                          | +37                                                         | 60                                                          | 1.                                                          |
| 1999/00                                  | I. A třída Jihomoravské župy – sk. A                        | 6                                                           | 26                                                          | ...                                                         | ...                                                         | ...                                                         | ...                                                         | ...                                                         | ...                                                         | ...                                                         |                                                             |
| 2000/01                                  | I. A třída Jihomoravské župy – sk. A                        | 6                                                           | 26                                                          | 8                                                           | 0                                                           | 18                                                          | 40                                                          | 74                                                          | −34                                                         | 24                                                          | 13.                                                         |
| 2001/02                                  | I. B třída Jihomoravské župy – sk. A                        | 7                                                           | 26                                                          | ...                                                         | ...                                                         | ...                                                         | 52                                                          | 53                                                          | −1                                                          | 37                                                          | 7.                                                          |
| 2002/03                                  | I. B třída Jihomoravského kraje – sk. B                     | 7                                                           | 26                                                          | 7                                                           | 7                                                           | 12                                                          | 46                                                          | 54                                                          | −8                                                          | 28                                                          | 9.                                                          |
| 2003/04                                  | I. B třída Jihomoravského kraje – sk. A                     | 7                                                           | 26                                                          | 20                                                          | 5                                                           | 1                                                           | 90                                                          | 35                                                          | +55                                                         | 65                                                          | 1.                                                          |
| 2004/05                                  | I. A třída Jihomoravského kraje – sk. A                     | 6                                                           | 26                                                          | 10                                                          | 8                                                           | 8                                                           | 35                                                          | 36                                                          | −1                                                          | 38                                                          | 6.                                                          |
| 2005/06                                  | I. A třída Jihomoravského kraje – sk. A                     | 6                                                           | 26                                                          | 8                                                           | 4                                                           | 14                                                          | 35                                                          | 46                                                          | −11                                                         | 28                                                          | 12.                                                         |
| 2006/07                                  | I. A třída Jihomoravského kraje – sk. A                     | 6                                                           | 26                                                          | 12                                                          | 3                                                           | 11                                                          | 35                                                          | 51                                                          | −16                                                         | 39                                                          | 5.                                                          |
| 2007/08                                  | I. A třída Jihomoravského kraje – sk. A                     | 6                                                           | 24                                                          | 7                                                           | 3                                                           | 14                                                          | 39                                                          | 48                                                          | −9                                                          | 24                                                          | 12.                                                         |
| 2008/09                                  | I. A třída Jihomoravského kraje – sk. A                     | 6                                                           | 26                                                          | 7                                                           | 8                                                           | 11                                                          | 45                                                          | 58                                                          | −13                                                         | 29                                                          | 10.                                                         |
| 2009/10                                  | I. A třída Jihomoravského kraje – sk. A                     | 6                                                           | 26                                                          | 7                                                           | 3                                                           | 16                                                          | 36                                                          | 76                                                          | −40                                                         | 24                                                          | 13.                                                         |
| 2010/11                                  | I. B třída Jihomoravského kraje – sk. A                     | 7                                                           | 26                                                          | 15                                                          | 3                                                           | 8                                                           | 56                                                          | 39                                                          | +17                                                         | 48                                                          | 2.                                                          |
| 2011/12                                  | I. A třída Jihomoravského kraje – sk. A                     | 6                                                           | 26                                                          | 15                                                          | 7                                                           | 4                                                           | 58                                                          | 41                                                          | +17                                                         | 52                                                          | 1.                                                          |
| 2012/13                                  | Přebor Jihomoravského kraje                                 | 5                                                           | 30                                                          | 10                                                          | 8                                                           | 12                                                          | 41                                                          | 54                                                          | −13                                                         | 38                                                          | 11.                                                         |
| 2013/14                                  | Přebor Jihomoravského kraje                                 | 5                                                           | 30                                                          | 12                                                          | 6                                                           | 12                                                          | 54                                                          | 50                                                          | +4                                                          | 42                                                          | 9.                                                          |
| 2014/15                                  | Přebor Jihomoravského kraje                                 | 5                                                           | 30                                                          | 8                                                           | 10                                                          | 12                                                          | 54                                                          | 60                                                          | −6                                                          | 34                                                          | 10.                                                         |
| 2015/16                                  | Přebor Jihomoravského kraje                                 | 5                                                           | 32                                                          | 15                                                          | 6                                                           | 11                                                          | 53                                                          | 58                                                          | −5                                                          | 51                                                          | 5.                                                          |
| 2016/17                                  | Přebor Jihomoravského kraje                                 | 5                                                           | 30                                                          | 16                                                          | 4                                                           | 10                                                          | 69                                                          | 53                                                          | +16                                                         | 52                                                          | 5.                                                          |
| 2017/18                                  | Přebor Jihomoravského kraje                                 | 5                                                           | 30                                                          | 12                                                          | 5                                                           | 13                                                          | 56                                                          | 57                                                          | −1                                                          | 41                                                          | 9.                                                          |
| 2018/19                                  | Přebor Jihomoravského kraje                                 | 5                                                           | 30                                                          | 16                                                          | 7                                                           | 7                                                           | 57                                                          | 37                                                          | +20                                                         | 55                                                          | 4.                                                          |
| 2019/20                                  | Přebor Jihomoravského kraje                                 | 5                                                           | 15                                                          | 9                                                           | 0                                                           | 6                                                           | 31                                                          | 18                                                          | +13                                                         | 27                                                          | 5.                                                          |
| 2020/21                                  | Přebor Jihomoravského kraje                                 | 5                                                           | 9                                                           | 3                                                           | 2                                                           | 4                                                           | 10                                                          | 15                                                          | −5                                                          | 11                                                          | 12.                                                         |
| 2021/22                                  | Přebor Jihomoravského kraje                                 | 5                                                           | 30                                                          | 9                                                           | 5                                                           | 16                                                          | 42                                                          | 72                                                          | -30                                                         | 32                                                          | 12.                                                         |
| 2022/23                                  | Přebor Jihomoravského kraje                                 | 5                                                           | 30                                                          | 7                                                           | 4                                                           | 19                                                          | 29                                                          | 63                                                          | -34                                                         | 25                                                          | 15.                                                         |
| 2023/24                                  | Přebor Jihomoravského kraje                                 | 5                                                           | 30                                                          | 10                                                          | 5                                                           | 15                                                          | 37                                                          | 65                                                          | -28                                                         | 35                                                          | 9.                                                          |
| 2023/24                                  | Přebor Jihomoravského kraje                                 | 5                                                           | 30                                                          | 10                                                          | 5                                                           | 15                                                          | 51                                                          | 65                                                          | -14                                                         | 40                                                          | 8.                                                          |
| 2024/25                                  | Přebor Jihomoravského kraje                                 | 5                                                           | 30                                                          | 5                                                           | 10                                                          | 15                                                          | 23                                                          | 49                                                          | -26                                                         | 25                                                          | 16.                                                         |

Poznámky:
- 1934/35: Vzhledem k rozšíření soutěže na 12 účastníků od ročníku 1935/36 nesestupovalo z I. A třídy BZMŽF žádné mužstvo.[12]
- 1941/42: Soutěž byla ukončena v neděli 2. srpna 1942.[14] Poslední zápas ročníku, po němž měla všechna mužstva shodný počet 23 odehraných utkání, se hrál v neděli 16. srpna 1942 v Hodoníně a domácí SK Moravia v něm prohrála s SK Bystrc 1:3 (poločas 1:0).[30]
- 1959/60: Po sezoně došlo k reorganizaci nižších soutěží.
- 1964/65: Po sezoně došlo k reorganizaci nižších soutěží.
- 2001/02: Po sezoně došlo k reorganizaci soutěží (župy → kraje).
- 2010/11: Postoupilo taktéž vítězné mužstvo TJ Sokol Bořitov.[29]
- 2019/20 a 2020/21: Tyto dvě sezony byly ukončeny předčasně z důvodu pandemie covidu-19 v Česku.

## FK SK Bosonohy „B“
FK SK Bosonohy „B“ je rezervním týmem Bosonoh, který od sezony 2021/22 hraje v Brněnské městské soutěži (9. nejvyšší soutěž).

### Umístění v jednotlivých sezonách
Stručný přehled
Zdroj: 
- 1993–1994: Brněnská základní třída
- 1999–2000: Brněnský městský přebor
- 2001–2004: Brněnská městská soutěž
- 2004–2006: Brněnský městský přebor
- 2006–2007: Brněnská městská soutěž
- 2007–2008: Brněnský městský přebor
- 2008–2009: Brněnská městská soutěž
- 2009–2010: bez soutěže
- 2010–2011: Brněnská základní třída
- 2011–2012: Brněnská městská soutěž – sk. A
- 2012–2013: Brněnská městská soutěž
- 2013–2018: Brněnský městský přebor
- 2018–2019: Brněnská městská soutěž
- 2019–2021: Brněnský městský přebor
- 2021– : Brněnská městská soutěž

Jednotlivé ročníky
Zdroj: 
Legenda: Z – zápasy, V – výhry, R – remízy, P – porážky, VG – vstřelené góly, OG – obdržené góly, +/− – rozdíl skóre, B – body, červené podbarvení – sestup, zelené podbarvení – postup, fialové podbarvení – reorganizace, změna skupiny či soutěže
| Česko (1993 – ) |                                              |                                              |                                              |                                              |                                              |                                              |                                              |                                              |                                              |                                              |                                              |
| Sezóny          | Liga                                         | Úroveň                                       | Z                                            | V                                            | R                                            | P                                            | VG                                           | OG                                           | +/−                                          | B                                            | Pozice                                       |
| 1993/94         | Brněnská základní třída                      | 8                                            | 26                                           | 9                                            | 3                                            | 14                                           | 43                                           | 62                                           | −19                                          | 21                                           | 10.                                          |
| ...             |                                              |                                              |                                              |                                              |                                              |                                              |                                              |                                              |                                              |                                              |                                              |
| 1999/00         | Brněnský městský přebor                      | 8                                            | 26                                           | ...                                          | ...                                          | ...                                          | ...                                          | ...                                          | ...                                          |                                              |                                              |
| ...             |                                              |                                              |                                              |                                              |                                              |                                              |                                              |                                              |                                              |                                              |                                              |
| 2001/02         | Brněnská městská soutěž                      | 9                                            | 22                                           | 5                                            | 3                                            | 14                                           | 36                                           | 69                                           | −33                                          | 18                                           | 11.                                          |
| 2002/03         | Brněnská městská soutěž                      | 9                                            | 22                                           | 9                                            | 2                                            | 11                                           | 44                                           | 51                                           | −7                                           | 29                                           | 9.                                           |
| 2003/04         | Brněnská městská soutěž                      | 9                                            | 20                                           | 10                                           | 1                                            | 9                                            | 49                                           | 47                                           | +2                                           | 31                                           | 3.                                           |
| 2004/05         | Brněnský městský přebor                      | 8                                            | 26                                           | 10                                           | 3                                            | 13                                           | 65                                           | 80                                           | −15                                          | 33                                           | 9.                                           |
| 2005/06         | Brněnský městský přebor                      | 8                                            | 26                                           | 3                                            | 5                                            | 18                                           | 36                                           | 91                                           | −55                                          | 14                                           | 14.                                          |
| 2006/07         | Brněnská městská soutěž                      | 9                                            | 24                                           | 11                                           | 6                                            | 7                                            | 64                                           | 49                                           | +15                                          | 39                                           | 4.                                           |
| 2007/08         | Brněnský městský přebor                      | 8                                            | 26                                           | 3                                            | 2                                            | 21                                           | 48                                           | 140                                          | −92                                          | 11                                           | 14.                                          |
| 2008/09         | Brněnská městská soutěž                      | 9                                            | 24                                           | 5                                            | 3                                            | 16                                           | 41                                           | 86                                           | −45                                          | 18                                           | 12.                                          |
| 2009/10         | B-mužstvo nebylo přihlášeno v žádné soutěži. | B-mužstvo nebylo přihlášeno v žádné soutěži. | B-mužstvo nebylo přihlášeno v žádné soutěži. | B-mužstvo nebylo přihlášeno v žádné soutěži. | B-mužstvo nebylo přihlášeno v žádné soutěži. | B-mužstvo nebylo přihlášeno v žádné soutěži. | B-mužstvo nebylo přihlášeno v žádné soutěži. | B-mužstvo nebylo přihlášeno v žádné soutěži. | B-mužstvo nebylo přihlášeno v žádné soutěži. | B-mužstvo nebylo přihlášeno v žádné soutěži. | B-mužstvo nebylo přihlášeno v žádné soutěži. |
| 2010/11         | Brněnská základní třída                      | 10                                           | 18                                           | 8                                            | 7                                            | 3                                            | 60                                           | 31                                           | +29                                          | 31                                           | 2.                                           |
| 2011/12         | Brněnská městská soutěž – sk. A              | 9                                            | 16                                           | 8                                            | 5                                            | 3                                            | 62                                           | 38                                           | +24                                          | 29                                           | 4.                                           |
| 2011/12         | Brněnská městská soutěž – o postup           | 9                                            | 8                                            | 5                                            | 0                                            | 3                                            | 26                                           | 19                                           | +9                                           | 44                                           | 4.                                           |
| 2012/13         | Brněnská městská soutěž                      | 9                                            | 26                                           | 19                                           | 6                                            | 1                                            | 133                                          | 42                                           | +91                                          | 63                                           | 2.                                           |
| 2013/14         | Brněnský městský přebor                      | 8                                            | 26                                           | 13                                           | 2                                            | 11                                           | 67                                           | 80                                           | −13                                          | 41                                           | 7.                                           |
| 2014/15         | Brněnský městský přebor                      | 8                                            | 26                                           | 10                                           | 4                                            | 12                                           | 70                                           | 69                                           | +1                                           | 34                                           | 7.                                           |
| 2015/16         | Brněnský městský přebor                      | 8                                            | 24                                           | 9                                            | 2                                            | 13                                           | 64                                           | 85                                           | −21                                          | 29                                           | 7.                                           |
| 2016/17         | Brněnský městský přebor                      | 8                                            | 26                                           | 13                                           | 2                                            | 11                                           | 68                                           | 58                                           | +10                                          | 41                                           | 5.                                           |
| 2017/18         | Brněnský městský přebor                      | 8                                            | 26                                           | 6                                            | 4                                            | 16                                           | 63                                           | 86                                           | −23                                          | 22                                           | 14.                                          |
| 2018/19         | Brněnská městská soutěž                      | 9                                            | 22                                           | 17                                           | 4                                            | 1                                            | 107                                          | 31                                           | +76                                          | 55                                           | 1.                                           |
| 2019/20         | Brněnský městský přebor                      | 8                                            | 12                                           | 4                                            | 2                                            | 6                                            | 28                                           | 38                                           | −10                                          | 14                                           | 8.                                           |
| 2020/21         | Brněnský městský přebor                      | 8                                            | 8                                            | 4                                            | 0                                            | 4                                            | 14                                           | 26                                           | −12                                          | 12                                           | 8.                                           |
| 2021/22         | Brněnská městská soutěž                      | 9                                            | 26                                           | 8                                            | 1                                            | 7                                            | 94                                           | 53                                           | +41                                          | 55                                           | 2.                                           |
| 2022/23         | Brněnská městská soutěž                      | 9                                            | 23                                           | 15                                           | 1                                            | 7                                            | 70                                           | 44                                           | +26                                          | 46                                           | 3.                                           |
| 2023/24         | Brněnská městská soutěž                      | 9                                            | 28                                           | 18                                           | 3                                            | 7                                            | 125                                          | 65                                           | +60                                          | 57                                           | 2.                                           |
| 2024/25         | Brněnský městský přebor                      | 8                                            | 26                                           | 11                                           | 10                                           | 5                                            | 56                                           | 47                                           | +9                                           | 43                                           | 5.                                           |

Poznámky:
- 2003/04: Postoupilo taktéž vítězné mužstvo SK Řícmanice.[31] Místo „B“ mužstva Žabovřesk, které nemohlo do Brněnského městského přeboru 2004/05 postoupit z důvodu startu „A“ mužstva v této soutěži, postoupilo „B“ mužstvo Bosonoh.[31][32]
- 2006/07: Postoupilo taktéž vítězné mužstvo SK Obřany a SK Moravská Slavia Brno „B“ (2. místo). Místo „B“ mužstva Chrlic (3. místo), které nemohlo do Brněnského městského přeboru 2007/08 postoupit z důvodu startu „A“ mužstva v této soutěži, postoupilo „B“ mužstvo Bosonoh.[32]
- 2010/11: Postoupilo taktéž vítězné mužstvo SK Řícmanice.[32]
- 2012/13: Postoupilo taktéž vítězné mužstvo SK Tuřany „B“.[32]
- 2019/20 a 2020/21: Tyto dvě sezony byly ukončeny předčasně z důvodu pandemie covidu-19 v Česku.